# Zlobr
Zlobr (anglicky troll) je fiktivní bytost z knih J. R. R. Tolkiena. Jde o zlého lidožravého obra nevalné inteligence. Zlobři byli vytvoření z kamene temným pánem Morgothem, a pokud po úsvitu zůstanou na slunci, změní se opět v kámen. Poprvé se objevují v knize Hobit aneb Cesta tam a zase zpátky, kde zlobři Vilda, Berta a Tom zajmou družinu trpaslíků a hobita Bilba Pytlíka. Čaroději Gandalfovi se nicméně povede vyvolat mezi zlobry hádku, zlobři se zapomenou schovat před úsvitem, zkamení a zajatci se tak vyhnou sežrání.
| „                                                      | Kolem velikánského ohně z bukových polen seděly tři velikánské postavy. Na dlouhých prutech jako na rožních si opékaly kusy skopového a olizovaly si z prstů mastnotu. Náramně chutně to vonělo. Taky tam stál po ruce sud dobrého pití a postavy popíjely ze džbánů. Jenomže to byli zlobři – zlí obři. Očividně zlobři. | “ |
| — J. R. R. Tolkien: Hobit aneb Cesta tam a zase zpátky | |   |

## Původ českého jména
Slovo zlobr je neologismus, který se jako překlad anglického výrazu troll poprvé objevil právě v knize Hobit aneb Cesta tam a zase zpátky. Kniha poprvé vyšla v nakladatelství Odeon v roce 1979 v překladu Františka Vrby (překlad vydal za normalizace pod vypůjčeným jménem Lubomíra Dorůžky), který je pravděpodobným autorem tohoto slova.